# Sainte-Marguerite-de-Viette
Sainte-Marguerite-de-Viette ist eine französische Ortschaft im Département Calvados in der Normandie in. Die ehemalige Gemeinde war Mitglied des Gemeindeverbandes Trois Rivières und gehörte zum Kanton Livarot. Sie ging mit Wirkung vom 1. Januar 2017 in der Commune nouvelle Saint-Pierre-en-Auge auf. Seither ist sie eine Commune déléguée. Nachbarorte sind Castillon-en-Auge im Norden, Saint-Martin-du-Mesnil-Oury im Nordosten, Saint-Michel-de-Livet im Osten, Montviette im Süden, Saint-Georges-en-Auge im Südwesten, Mittois im Westen und Boissey im Nordwesten. Das Gebiet wird vom Fluss Viette durchquert.

## Bevölkerungsentwicklung

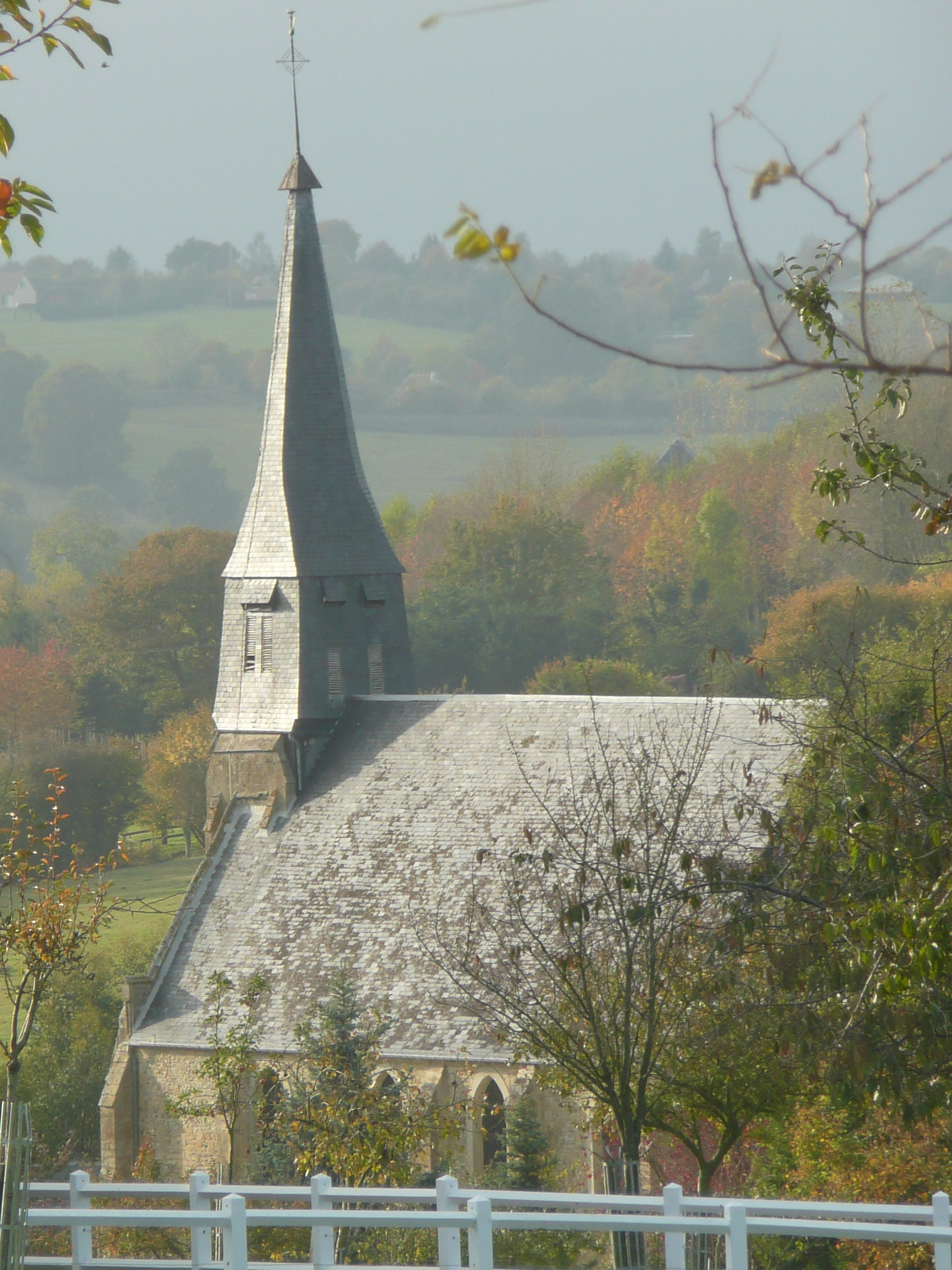
Turm der Kirche Sainte-Marguerite

| Jahr      | 1962 | 1968 | 1975 | 1982 | 1990 | 1999 | 2008 |
| --------- | ---- | ---- | ---- | ---- | ---- | ---- | ---- |
| Einwohner | 355  | 357  | 312  | 272  | 322  | 367  | 406  |